# 少年とロボット
「少年とロボット」は、佐香智久の楽曲で、9枚目のシングル。2014年8月6日にSME Recordsから発売された。前作「魔法の夜と不思議なワルツ」から約5ヶ月ぶりのリリースとなる2014年2作目のシングル。

## 収録曲
- 全作詞・作曲：佐香智久

1. 少年とロボット [5:25]
2. 眠れぬ夜に恋をして [4:17]
  - BS-TBS『日本の旬を行く!路線バスの旅』エンディングテーマ
3. 僕たちだけの世界 [3:31]
4. 少年とロボット (INSTRUMENTAL)